# Never Too Late (Kylie Minogue)
Never Too Late è un brano musicale della cantante australiana Kylie Minogue, pubblicato nel 1990 come singolo estratto dal suo secondo album in studio Enjoy Yourself. La canzone è stata prodotta da Stock, Aitken & Waterman.

## Tracce
CD
1. Never Too Late – 3:21
2. Never Too Late (Extended) – 6:11
3. Kylie's Smiley Mix (Extended) – 6:17

7"
1. Never Too Late – 3:21
2. Kylie's Smiley Mix (7" version) – 3:59

12"
1. Never Too Late (Extended) – 6:11
2. Kylie's Smiley Mix (Extended) – 6:17